# Leirvik
Leirvik ist eine Hafenstadt auf der Insel Stord in Norwegen mit 11.028 Einwohnern (2005). Sie bildet den Verkehrsknotenpunkt für ganz Sunnhordland.

Panoramabild Leirviks
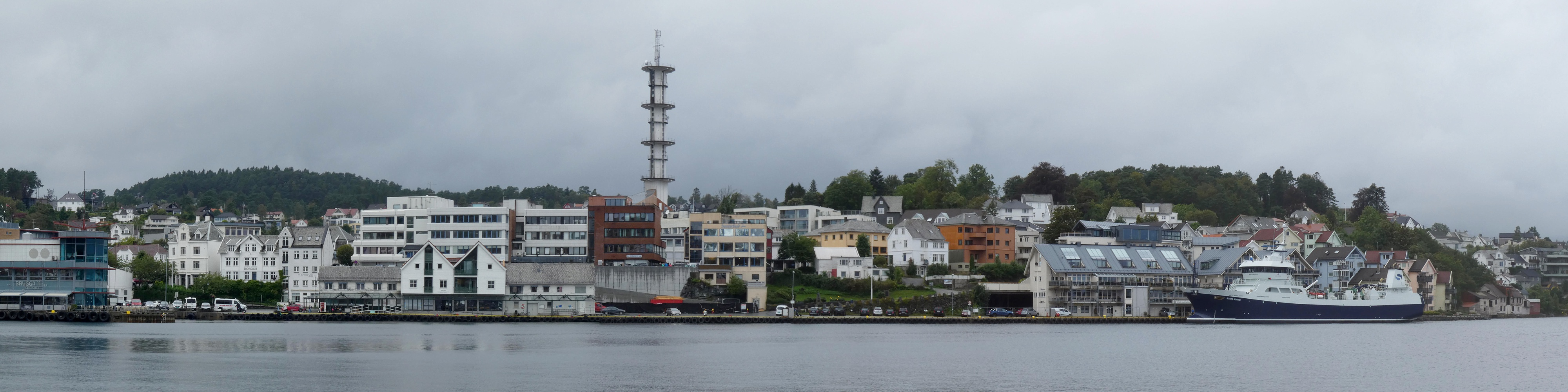

Im Süden der Stadt liegt die ehemalige Insel Eldøyane, die durch Landaufschüttung zu einer Halbinsel geworden ist. Auf ihr befindet sich ein Abwrackunternehmen, das zusammen mit der an Land benachbarten Werft Kværner den größten Industriebereich Leirviks bildet.